# 片村四八
片村 四八（かたむら しはち、1888年11月16日 - 1969年8月16日）は、日本の陸軍軍人。最終階級は陸軍中将。

## 経歴
広島県出身。片村武八郎の三男として生れる。1911年（明治44年）5月、陸軍士官学校（23期）を卒業し、同年12月、歩兵少尉任官、歩兵第41連隊付となる。1923年（大正12年）11月、陸軍大学校（35期）を卒業。
歩兵第41連隊中隊長、参謀本部付勤務、参謀本部員、陸大教官、歩兵第73連隊大隊長、陸軍運輸部員などを経て、1931年（昭和6年）8月、第12師団参謀となった。翌年2月、混成第24旅団参謀となり、関東軍交通部員、陸軍運輸部員、第11師団参謀長などを歴任。1938年（昭和13年）7月、陸軍少将に進級し中支那碇泊場監となる。
1940年（昭和15年）3月、歩兵第5旅団長となり満州に駐屯。1941年（昭和16年）8月、陸軍中将に進み第54師団長に親補された。ビルマの戦いに従軍。1944年（昭和19年）9月、第15軍司令官に就任し、インパール作戦後の戦力の再建に努力した。その後、第15軍は第18方面軍に編入されタイに移動し、ランパンにおいて終戦を迎えた。1946年（昭和21年）3月に復員。
1947年（昭和22年）11月28日、公職追放仮指定を受けた。

## 栄典
位階
- 1941年（昭和16年）9月15日 - 従四位
- 1943年（昭和18年）10月1日 - 正四位

勲章等
- 1940年（昭和15年）8月15日 - 紀元二千六百年祝典記念章[2]